# Pseudosetia turgida
Pseudosetia turgida är en snäckart som först beskrevs av John Gwyn Jeffreys 1870.  Pseudosetia turgida ingår i släktet Pseudosetia, och familjen Rissoidae. Enligt den svenska rödlistan är arten otillräckligt studerad i Sverige. Arten förekommer i Götaland. Artens livsmiljö är havet.